# Janno Botman
Janno Botman (ur. 8 marca 2000 w Andijk) – holenderski łyżwiarz szybki, dwukrotny medalista mistrzostw świata.

## Kariera
Podczas mistrzostw świata juniorów w Baselga di Pinè w 2019 zdobył złoto w sprincie drużynowym i biegu na 1000 m oraz brąz w biegu na 500 m.
Na mistrzostwach świata na dystansach w Calgary w 2024 zdobył srebrny medal w sprincie drużynowym. Wynik ten powtórzył na rozgrywanych rok później mistrzostwach świata na dystansach w Hamar.